# Becherovka

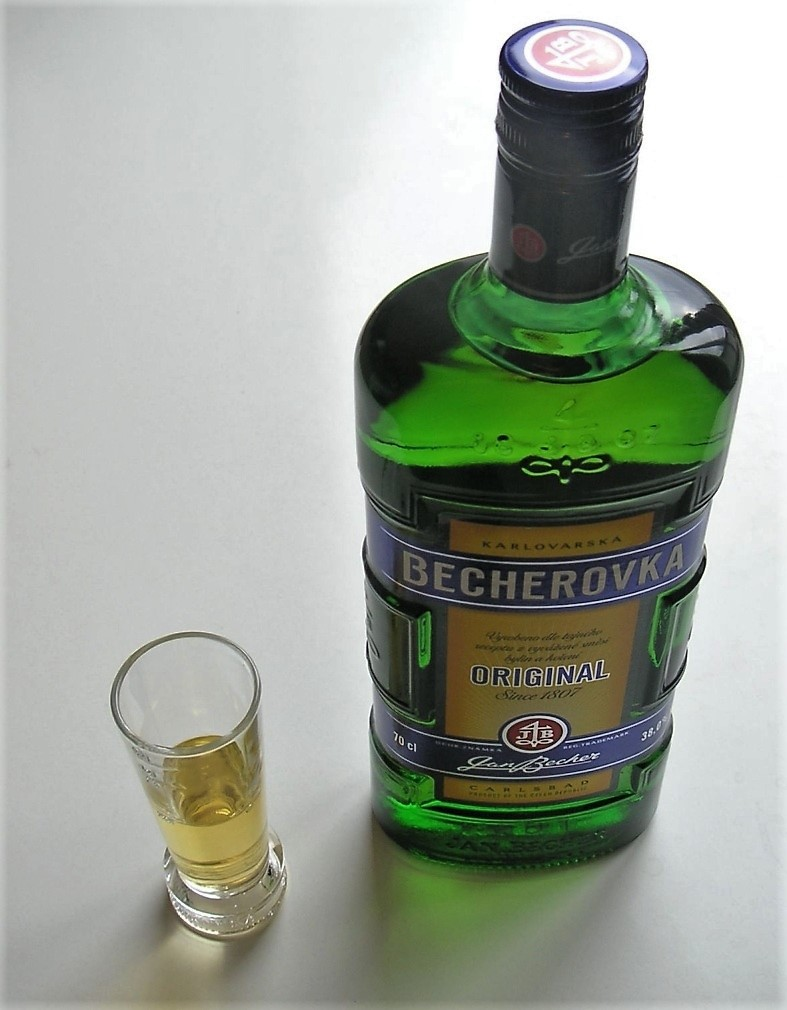
Becherovka

Becherovka Ausspracheⓘ; (ehemals Karlsbader Becher-Bitter) ist ein aus Karlsbad (tschechisch Karlovy Vary) in Böhmen stammender, grünlich-gelber Kräuterbitter, der ausschließlich vom Unternehmen Jan Becher hergestellt wird. 
Der klassische Becherovka enthält 38 % vol. Alkohol, daneben werden auch weitere Variationen verkauft. Der Kräuterlikör wird entweder pur, eisgekühlt oder als Mischgetränk getrunken. Neben Long-Drinks mit Tonic, Cola oder Kofola gibt es weitere Rezepte, beispielsweise mit Zitrone.

## Geschichte

Werbung von Johann Becher (1908)

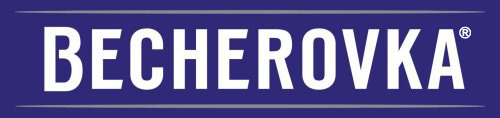
Aktuelles Logo von Becherovka

Der Likör wurde nach einer über Jahre geheim gehaltenen Rezeptur aus Kräutern und Gewürzen aus den britischen Kolonien und Alkohol von dem Apotheker Josef Vitus Becher  in Karlsbad erstmals hergestellt und von seinem Sohn Johann Becher (1815–1896) weiter produziert. Dieser Magenbitter, zunächst „Englisch Bitter“ genannt, wurde als „Karlsbader Becherbitter“ im Laufe des 19. Jahrhunderts in Österreich-Ungarn ein Verkaufserfolg und wurde seither  mit begleitenden Streitigkeiten über die richtige Rezeptur, vor allem der erforderlichen Gewürze, kopiert. Nach dem Ersten Weltkrieg  und der Gründung der Tschechoslowakei wurde die Bezeichnung  „Karlsbader Becherbitter“ in tschechischer Sprache Becherovka genannt und ironisch als dreizehnte der zwölf bestehenden Heilquellen des Kurortes Karlsbad bezeichnet. Bis zum Ersten Weltkrieg hatte der Karlsbader Becherbitter zahlreiche Prämien erhalten und auf der Weltausstellung Paris 1900 den Grand Prix.
Nach dem Zweiten Weltkrieg und der Enteignung der sudetendeutschen Eigentümerfamilie Becher im Jahr 1946 durch die Beneš-Dekrete  wurde die Produktion stark zurückgefahren. Unter Leitung von Václav Lupínek wurde der Becherovka seit den 1960er Jahren zu einer der bekanntesten Likörmarken des Landes. 1993 wurde der Staatsbetrieb  privatisiert.
Von 1998 bis 2001 gab es ein Nachahmerprodukt des Becherovka in der Slowakei; dessen Produzent Zdeněk Hoffmann hat dieses nach einem angeblich seinem Großvater von Alfred Becher, einem Angehörigen der Familie Becher, im Jahre 1939 geschenkten Rezept hergestellt. Im Jahr 2007 wurde er durch das Bezirksgericht Domažlice zur Aufgabe der Produktion  gezwungen.
Im Juni 2024 verkaufte das französische Spirituosenunternehmen Pernod Ricard die Marke Becherovka sowie die dazugehörige Produktionsstätte Jan Becher in Karlsbad, Tschechien, an die polnische Grupa Maspex. Seit Juli 2024 wird der Vertrieb in Deutschland von der Firma Wein Wolf übernommen.

## Herstellung
Becherovka wird aus Kräutern, Ölen und Alkohol hergestellt. Die Zutaten werden in der  Drogikamr in der Fabrik in Karlovy Vary (Karlsbad) nach einem geheimgehaltenen Rezept zusammengestellt. Die Kräutermischung wird in Stoffsäcke gefüllt und etwa eine Woche lang in einen Tank mit Alkohol getaucht. Danach wird der Extrakt mit Wasser und Zucker gemischt und in Eichenfässer gefüllt. Dort reift der Becherovka zwei Monate. Danach wird der Kräuterlikör in die typischen grünen, abgeflachten Flaschen abgefüllt. Diese haben die Größen von 5 cl bis zu 4,5 l Fassungsvermögen.

## Mixgetränke
Das in Tschechien bekannteste Mixgetränk mit Becherovka ist der sogenannte Beton, bestehend aus Becherovka und Tonic Water. Außerdem wird Becherovka auch mit Cola oder Top Topic, einer Traubenlimonade aus tschechischer Produktion der Firma Kofola, angeboten.